# Wydartowo Drugie
Wydartowo Drugie – wieś w Polsce położona w województwie wielkopolskim, w powiecie rawickim, w gminie Bojanowo.
W okresie Wielkiego Księstwa Poznańskiego (1815-1848) miejscowość wzmiankowana jako kolonia Wydartowo należała do wsi większych w ówczesnym pruskim powiecie Kröben (krobskim) w rejencji poznańskiej. Wydartowo należało do okręgu bojanowskiego tego powiatu i stanowiło część majątku Gościejewice, którego właścicielem był wówczas Budziszewski. Według spisu urzędowego z 1837 roku wieś liczyła 128 mieszkańców, którzy zamieszkiwali 39 dymów (domostw).
W latach 1975–1998 miejscowość administracyjnie należała do województwa leszczyńskiego.